# 레이네리스 살라스
레이네리스 살라스 페레스(스페인어: Reineris Salas Pérez, 1987년 3월 17일~)는 쿠바의 레슬링 선수이다. 2020년 하계 올림픽 남자 자유형 미들급에서 동메달을 획득했으며 세계 선수권 대회에서 은메달 2개, 동메달 1개를 획득했다.